# طارق العزازی
طارق العزازی (انگلیسی: Tarek Lazizi؛ زادهٔ ۸ ژوئن ۱۹۷۱) بازیکن فوتبال اهل الجزایر بود.
از باشگاه‌هایی که او در آن بازی کرده‌، می‌توان به باشگاه فوتبال مولودیه الجزایر، باشگاه فوتبال المعب تونس و باشگاه ورزشی گنچلربیرلیغی اشاره کرد.
العزازی همچنین در تیم‌های ملی فوتبال الجزایر بازی کرده‌است.